# 험프리 길버트

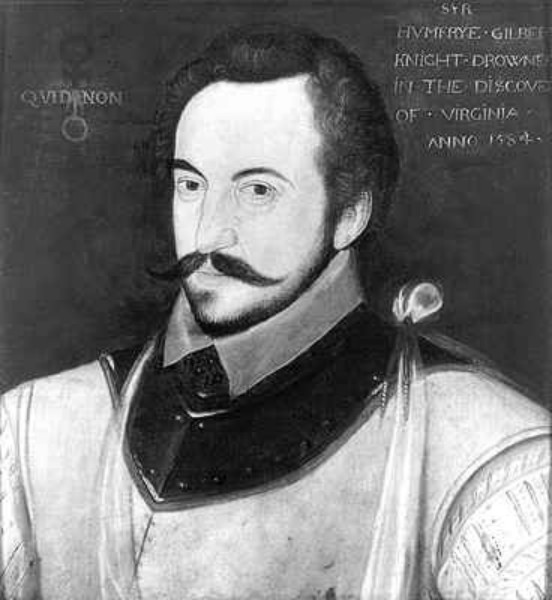

험프리 길버트(Humphrey Gilbert.1539∼1583.9.9)는 영국 군인ㆍ항해가이다. 아일랜드의 반란을 진압하고 아일랜드 남부의 먼스터 지방을 식민지화하는데 공을 세웠다. 인도로 가는 북서항로 개척을 주장하기도 했다. 존 캐벗이 1497년에 탐험한 뉴펀들랜드에 1583년 영국 식민지 건설을 시도했다.
월터 롤리 경의 이복형제이자 리처드 그렌빌 경의 사촌이다. 옥스퍼드에서 항해학과 군사학을 공부하고 군에 입대했으나 1563년 르아브르 포위공격 때 부상을 입었다. 1566년 영국과 극동 사이의 북서항로를 찾는 항해를 시도할 것을 제안하는 논설을 썼다. 그러나 여왕 엘리자베스 1세는 길버트의 안을 거부하고 대신 그를 아일랜드로 파견했다(1567~70). 거기서 그는 무자비하게 반란을 진압했고, 아일랜드 남부의 먼스터 지방을 프로테스탄트 식민지로 만들 계획을 구체화하기 시작했다.
그는 이 공로로 1570년 기사 작위를 받았다. 1572년에는 1,500명의 영국 의용군을 인솔하고 네덜란드의 대(對) 스페인 반란을 지원했다. 1570년대 중엽 길버트는 자신의 아일랜드 식민지화 계획을 북아메리카에 적용하기 시작했다. 1577년 그는 스페인·포르투갈·프랑스의 뉴펀들랜드 어선들을 나포하고 산토도밍고와 쿠바를 점령하며, 아메리카의 은을 스페인으로 운반하는 배들을 도중에서 가로채자는 계획을 제출했다. 여왕은 그의 제안을 무시했으나, 1578년 그에게 '아직 그리스도인 제후나 그리스도인 백성이 차지하지 않은 이교도들의 땅'을 식민지화하라는 6년 만기의 칙허장을 주었다.
길버트는 자신의 모든 재산을 다 털어 마침내 7척의 탐험대를 조직했고, 1578년 11월 19일 출항했다. 아마도 북아메리카로 건너가려 했던 것으로 여겨진다. 그러나 장비가 부실하고 훈련도 제대로 받지 못한 탐험대는 곧 흩어져 몇 척의 배는 표류하다 1579년 봄, 영국에 닿았고 다른 배들은 해적선으로 변했다. 1579년 여름, 길버트는 아일랜드의 제임스 피츠제럴드(피츠모리스라고 불렀음) 반란을 진압하는 데 합세했다.
그 후 길버트는 보다 야심적인 식민지 탐험대를 조직하기 시작했다. 1583년 6월 11일 플리머스를 출발하여 8월 3일 뉴펀들랜드의 세인트존스에 도착한 그는 여왕의 이름으로 그곳에 대한 권리를 주장했다. 그는 8월 29일 3척의 배를 이끌고 남쪽으로 가다가 그중 가장 큰 배를 잃었고 이틀 후에 본국으로 항로를 바꾸었다. 그러나 폭풍을 만나 배가 침몰하면서 사망하고 말았다.
길버트는 명석하고 창의적인 두뇌를 소유하고 있었음에도 불구하고, 지도력이 부족한 탓에 북아메리카에 영국 최초의 영구 식민지를 건설하는 데 실패했다. 그러나 뉴펀들랜드를 합병하는 데는 성공했다.